# Medizinsoziologie
Medizinsoziologie ist ein Teilgebiet der Soziologie. Sie beschäftigt sich wissenschaftlich mit der Rolle und Bedeutung, die Krankheit und Gesundheit in der Gesellschaft haben und den Formen und Folgen ihrer gesellschaftlichen Behandlung.
In der Praxis ist Medizinsoziologie ein interdisziplinäres Arbeitsgebiet zwischen Soziologie und Medizin.
Die Medizinische Soziologie hingegen ist vor allem ein Teilgebiet der Medizin als Fach und als Praxis, häufig wird sie auch als Sozialmedizin bezeichnet. Medizinische Inhalte werden in der Medizinischen Soziologie stärker problematisiert als dies in der Soziologie üblich ist.

## Näheres
Bereits in der Konstitutionsphase des Faches in den 1950er Jahren wurde zwischen einer Soziologie in der Medizin und einer Soziologie der Medizin unterschieden.
Die Medizinsoziologie als Soziologie der Medizin interessiert sich:
- auf der Mikroebene für individuelle und kollektive Orientierungsformen und Handlungsrationalitäten (z. B. Wahrnehmung von Krankheit, Risikoverhalten),
- auf der Mesoebene für die Organisations- und Netzwerkformen der gesellschaftlichen Behandlung von Krankheit und Gesundheit (z. B. Krankenhausstrukturen, Kooperationsformen bei Seuchen),
- auf der Makroebene für gesellschaftliche Strukturen, Institutionen und Gestaltungsmöglichkeiten (z. B. Gesundheitssystem, soziale und gesundheitliche Ungleichheit).[6]

Die Soziologie in der Medizin geht von einem bio-psycho-sozialen Modell von Krankheit aus. Gesundheit und Krankheit verweisen in dieser Perspektive nicht nur auf Funktion oder Fehlfunktion des Körpers, sondern sind auch ein Phänomen der individuellen Befindlichkeit. Gesundheit und Krankheit werden als Phänomene verstanden, die in verschiedenen Bezugssystemen definiert werden können, die sich aus einer psychologischen, einer medizinischen und einer soziologischen Perspektive ergeben.

## Geschichte und Entwicklung des Faches
Forschung, die man heute als Medizinische Soziologie oder Medizinsoziologie bezeichnen würde, gab es bereits vor der Institutionalisierung dieser Fächer. Sie entwickelte sich im ausgehenden 19. Jahrhundert aus der Beobachtung, dass gesellschaftliche Bedingungen und Umwelteinflüsse eine wesentliche Bedeutung für Krankheitsentwicklung haben. So wurde der Zusammenhang von sozialer Lage und Gesundheit zu Zeiten der industriellen Revolution von Medizinern wie Rudolf Virchow oder Philosophen und Gesellschaftstheoretikern wie Friedrich Engels thematisiert. Die Untersuchung von Engels zur Lage der arbeitenden Klasse in England gilt als eine der frühen medizinsoziologischen Studien.
Die Medizinsoziologie als eigenständige spezielle Soziologie entstand 1951 mit einer Veröffentlichung von Talcott Parsons: dabei geht es um das Kapitel zehn in seinem Buch The Social System. Dieses Kapitel erschien in deutscher Sprache im Sonderband 3 der Kölner Zeitschrift für Soziologie und Sozialpsychologie, der aus einer Konferenz speziell zu medizinsoziologischen Fragen und Themen 1958 in Köln hervorging.
Die Institutionalisierung der Medizinsoziologie erfolgte in den 1970er Jahren. Eine Sektion Medizinsoziologie gibt es in den USA seit 1960 in der American Sociological Association. Die Deutsche Gesellschaft für Soziologie hat seit 1970 eine Sektion Medizinsoziologie, die sich 2000/2001 in Sektion Medizin- und Gesundheitssoziologie umbenannte. Seit 1972 besteht zudem die Deutsche Gesellschaft für Medizinische Soziologie (DGMS). Die Medizinische Soziologie wurde 1970  als Teil der Fächergruppe Psychosoziale Medizin Teil des Medizinstudiums.
Aus der Medizinsoziologie der 1950er bis 1980er Jahre in Deutschland (Johann Jürgen Rohde, Wolfgang Schoene) hat sich inzwischen die Gesundheitssoziologie entwickelt. Dies ist auf einen in den späten 1980er-Jahren einsetzenden Perspektivenwechsel zurückzuführen, welcher Gesundheit mit Begriffen wie Public Health und Salutogenese verbindet.

### Monographien und Aufsätze
- Bernhard Borgetto, Bernhard Mann, Christian Janßen: Soziologische Theorien in der medizinsoziologischen Versorgungsforschung. In: Christian Janßen, Bernhard Borgetto, Günther Heller (Hrsg.): Medizinsoziologische Versorgungsforschung. Theoretische Ansätze, Methoden, Instrumente und empirische Befunde. Juventa, Weinheim/München 2007, ISBN 978-3-7799-1148-7.
- Uta Gerhardt: Ideas about illness. An intellectual and political history of medical sociology. New York University Press, New York, NY 1989.
- Uta Gerhardt: Gesundheit und Gesellschaft. Suhrkamp, Frankfurt am Main 1991.
- Andreas Kögel: Medizin und Gesellschaft. Kohlhammer, Stuttgart 2021, ISBN 978-3-17-037294-8.
- Christoph König: Die Entmythologisierung der Stellung des Arztes. Eine medizinsoziologische Studie. (= Neue Würzburger Studien zur Soziologie. Band 9). Würzburg 1987.
- Alexander Schuller, N. Heim, G. Halusa (Hrsg.): Medizinsoziologie. Ein Studienbuch. Stuttgart/Berlin/Köln 1992.
- Johannes Siegrist: Medizinische Soziologie. Urban & Schwarzenberg, München 1995, ISBN 3-541-06385-8.
- Gunnar Stollberg: Medizinsoziologie Transcript, Bielefeld 2001
- Alf Trojan, Hanneli Dohner (Hrsg.): Gesellschaft, Gesundheit, Medizin – Erkundungen, Analysen und Ergebnisse. Mabuse, Frankfurt am Main 2004, ISBN 3-935964-01-3.
- Claus Wendt, Christof Wolf (Hrsg.): Soziologie der Gesundheit. (= Kölner Zeitschrift für Soziologie und Sozialpsychologie. Sonderhefte Band 46). VS, Wiesbaden 2006, ISBN 3-531-15296-3.
- Irving Kenneth Zola: Medicine as an institution of social control. In: Sociological Review. Heft 4, 1972, S. 487–504.

### Zeitschriften
- Sociology of Health & Illness.